# Porijja Illit
Porijja Illit (hebr. פוריה עילית) – wieś komunalna położona w Samorządzie Regionu Emek ha-Jarden, w Dystrykcie Północnym, w Izraelu. W 2006 roku populacja wynosiła 673 osoby.

## Położenie
Leży na zachód od Jeziora Tyberiadzkiego w Dolnej Galilei.

## Gospodarka
Gospodarka wioski opiera się na rolnictwie.